# 2017年のモンスターエナジー・NASCARカップ・シリーズ

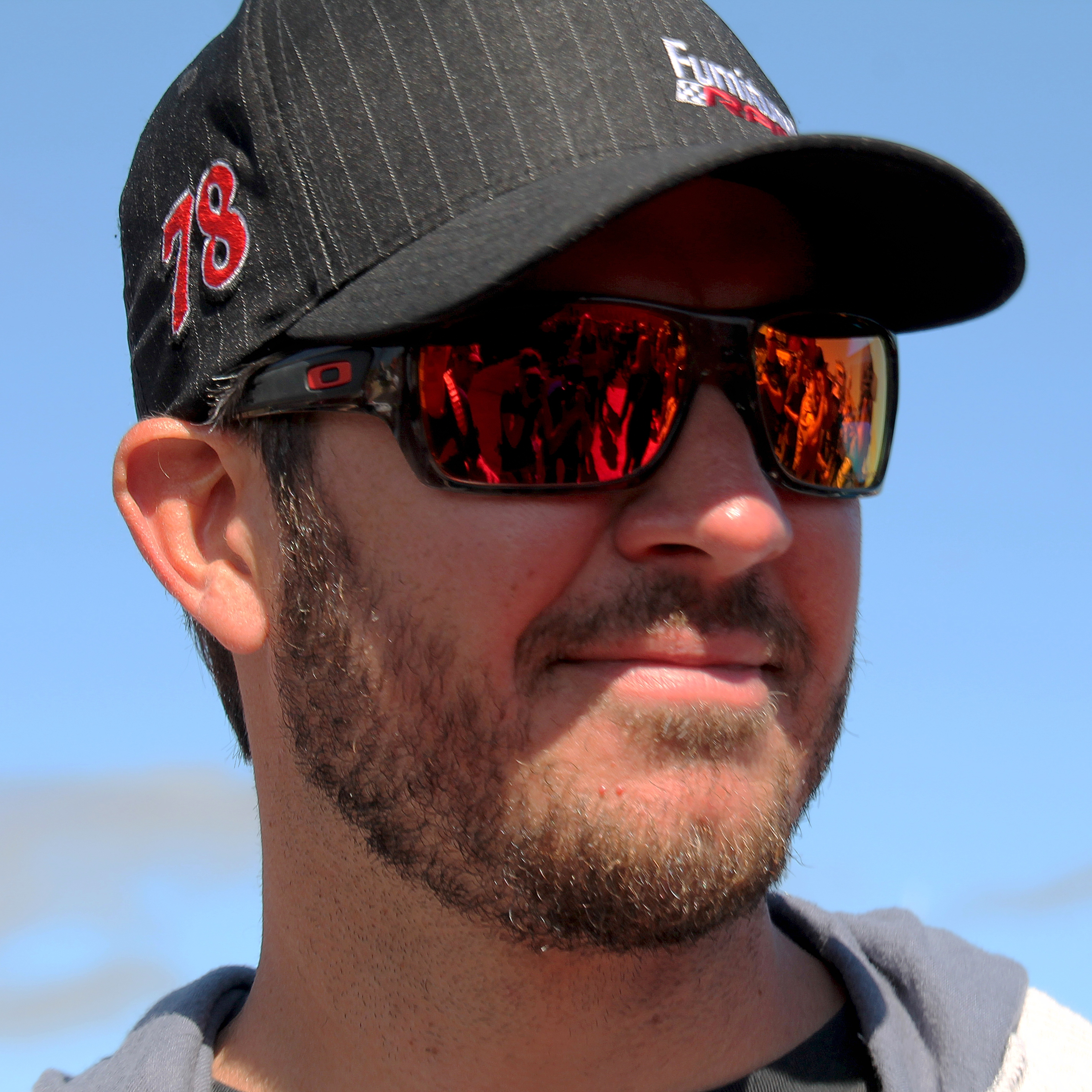
マーティン・トゥーレックス・ジュニア。 2017年のシリーズチャンピオン。

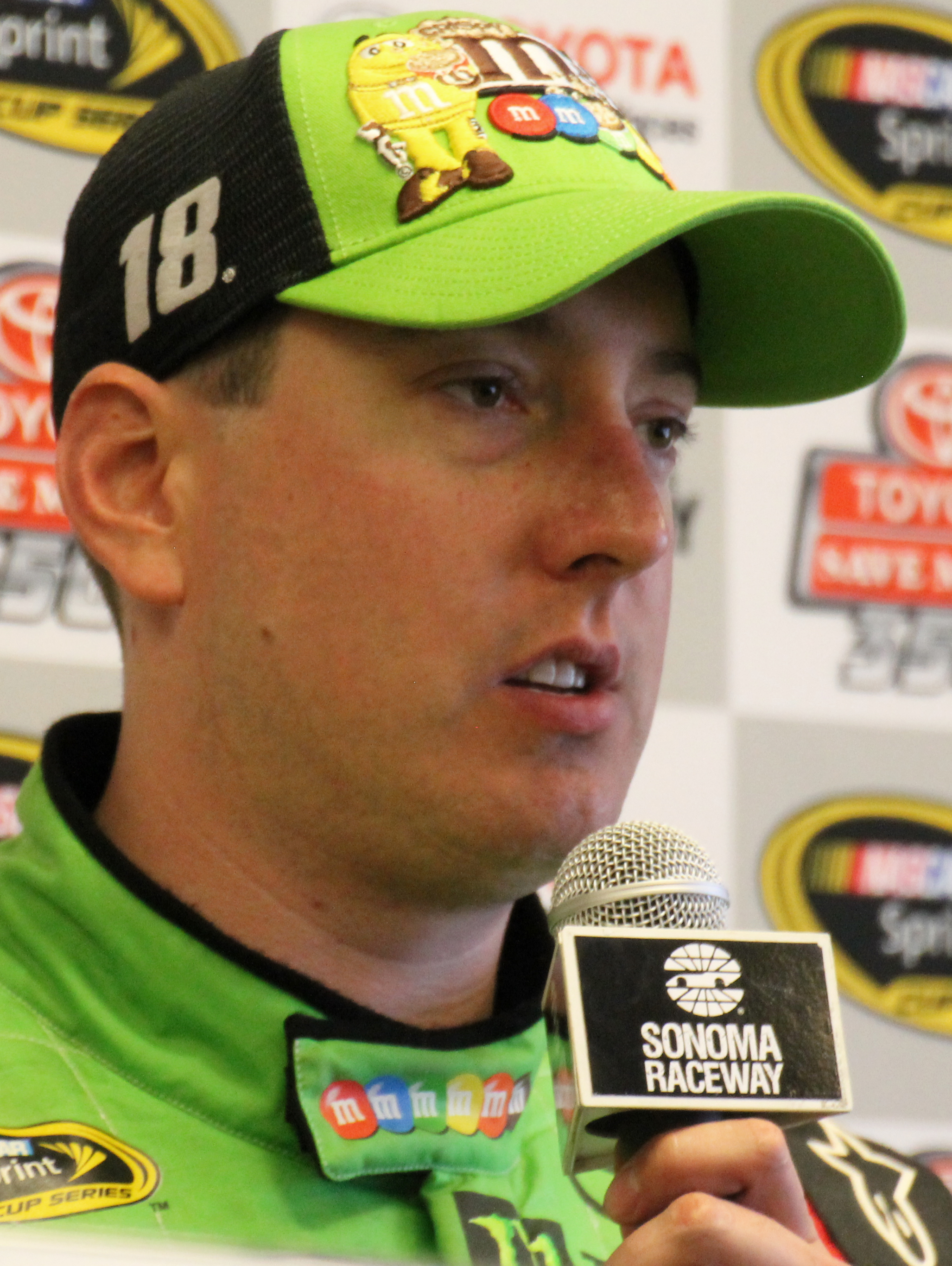
シリーズ2位のカイル・ブッシュ。

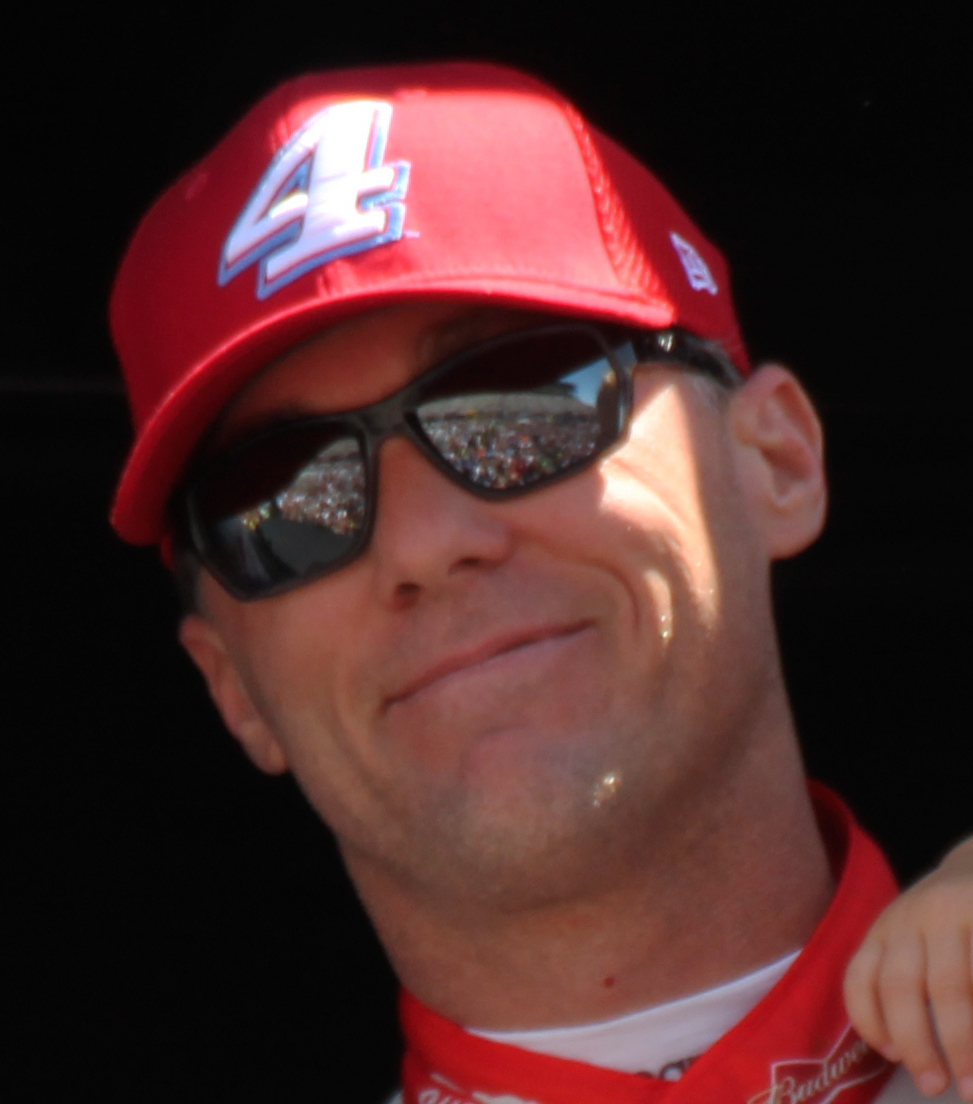
シリーズ3位のケヴィン・ハーヴィック。

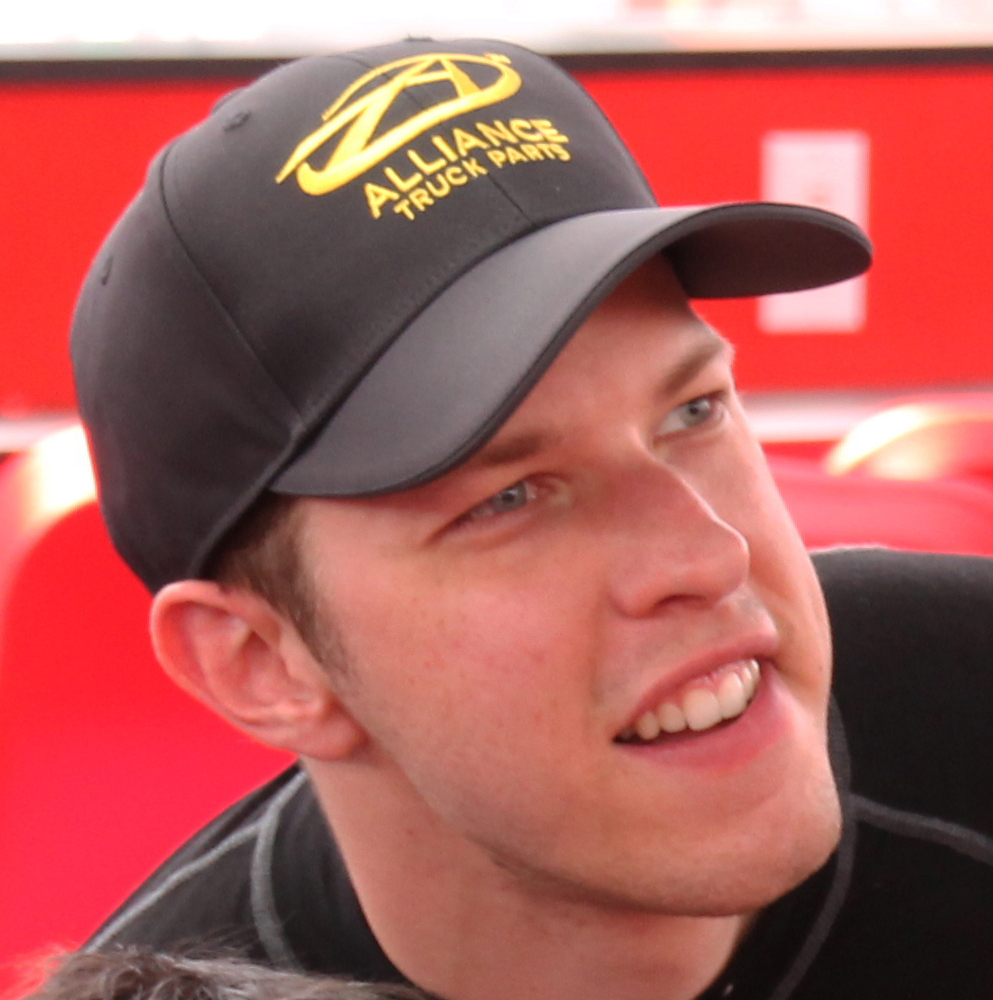
シリーズ4位のブラッド・ケセロウスキー

2017年のモンスターエナジー・NASCARカップ・シリーズは、アメリカ合衆国におけるストックカー・レースの69年目のシーズンとなった。本シーズンはデイトナ・インターナショナル・スピードウェイでノンタイトル戦の「アドバンス・オートパーツ・クラッシュ」、予選レースの「カンナム・デュエル」、及び59回目の開催となる「デイトナ500」からスタートした。
全36戦に及ぶタイトル戦はホームステッド＝マイアミ・スピードウェイで開催された「フォード・エコブースト400」で終了し、ドライバーズタイトルは、ファニチャー・ロウ・レーシングのマーティン・トゥーレックス・ジュニアが獲得した。マニュファクチャラーズチャンピオンシップはトヨタが2年連続で獲得した。

## 参加チームとドライバー

### チャーターチーム
チャーターチームとは、決勝への出場権が保証されているチームのことで、予選の結果如何に係わらず決勝へ出場できる。詳しくは、モンスターエナジー・NASCARカップ・シリーズ#チャーターシステムを参照。
| マニュファクチャラー   | チーム                               | No. | ドライバー                           | 出場ラウンド                                                  |
| ---------------------- | ------------------------------------ | --- | ------------------------------------ | ------------------------------------------------------------- |
| シボレー               | チップ・ガナッシ・レーシング         | 1   | ジェイミー・マクマレー               | 全戦（1-36）                                                  |
| シボレー               | チップ・ガナッシ・レーシング         | 42  | カイル・ラーソン                     | 全戦（1-36）                                                  |
| シボレー               | ザ・モータースポーツ・グループ       | 33  | ジェフリー・アーンハート             | 34戦（1-15, 17-21, 23-36）                                    |
| シボレー               | ザ・モータースポーツ・グループ       | 33  | ボリス・セッド                       | 2戦（16, 22）                                                 |
| シボレー               | ジャーメイン・レーシング             | 13  | タイ・ディロン (R)                   | 全戦（1-36）                                                  |
| シボレー               | ヘンドリック・モータースポーツ       | 5   | ケイシー・ケイン                     | 全戦（1-36）                                                  |
| シボレー               | ヘンドリック・モータースポーツ       | 24  | チェイス・エリオット                 | 全戦（1-36）                                                  |
| シボレー               | ヘンドリック・モータースポーツ       | 48  | ジミー・ジョンソン                   | 全戦（1-36）                                                  |
| シボレー               | ヘンドリック・モータースポーツ       | 88  | デイル・アーンハート・ジュニア       | 全戦（1-36）                                                  |
| シボレー               | JTGドアティ・レーシング              | 37  | クリス・ブッシャー                   | 全戦（1-36）                                                  |
| シボレー               | JTGドアティ・レーシング              | 47  | A.J.アルメンディンガー               | 全戦（1-36）                                                  |
| シボレー               | リーヴァイン・ファミリー・レーシング | 95  | マイケル・マクドウェル               | 全戦（1-36）                                                  |
| シボレー               | リチャード・チルドレス・レーシング   | 3   | オースティン・ディロン               | 全戦（1-36）                                                  |
| シボレー               | リチャード・チルドレス・レーシング   | 27  | ポール・メナード                     | 全戦（1-36）                                                  |
| シボレー               | リチャード・チルドレス・レーシング   | 31  | ライアン・ニューマン                 | 全戦（1-36）                                                  |
| フォード               | フロント・ロウ・モータースポーツ     | 34  | ランドン・カッシル                   | 全戦（1-36）                                                  |
| フォード               | フロント・ロウ・モータースポーツ     | 38  | デヴィッド・レーガン                 | 全戦（1-36）                                                  |
| フォード               | ゴー・ファス・レーシング             | 32  | マット・ディベネデット               | 全戦（1-36）                                                  |
| フォード               | リチャード・ペティ・モータースポーツ | 43  | エリック・アルミローラ               | 29戦（1-11, 19-36）                                           |
| フォード               | リチャード・ペティ・モータースポーツ | 43  | リーガン・スミス                     | 2戦（12-13）                                                  |
| フォード               | リチャード・ペティ・モータースポーツ | 43  | ダレル・ウォレス・ジュニア           | 4戦（14-15, 17-18）                                           |
| フォード               | リチャード・ペティ・モータースポーツ | 43  | ビリー・ジョンソン                   | 1戦（16）                                                     |
| フォード               | ラウシュ・フェンウェイ・レーシング   | 6   | トレヴァー・ベイン                   | 全戦（1-36）                                                  |
| フォード               | ラウシュ・フェンウェイ・レーシング   | 17  | リッキー・ステンハウス・ジュニア     | 全戦（1-36）                                                  |
| フォード               | スチュワート＝ハース・レーシング     | 4   | ケヴィン・ハーヴィック               | 全戦（1-36）                                                  |
| フォード               | スチュワート＝ハース・レーシング     | 10  | ダニカ・パトリック                   | 全戦（1-36）                                                  |
| フォード               | スチュワート＝ハース・レーシング     | 14  | クリント・ボウヤー                   | 全戦（1-36）                                                  |
| フォード               | スチュワート＝ハース・レーシング     | 41  | カート・ブッシュ                     | 全戦（1-36）                                                  |
| フォード               | チーム・ペンスキー                   | 2   | ブラッド・ケセロウスキー             | 全戦（1-36）                                                  |
| フォード               | チーム・ペンスキー                   | 22  | ジョーイ・ロガーノ                   | 全戦（1-36）                                                  |
| フォード               | ウッド・ブラザーズ・レーシング       | 21  | ライアン・ブレイニー                 | 全戦（1-36）                                                  |
| トヨタ                 | BKレーシング                         | 23  | ジョーイ・ゲイス                     | 4戦（1, 18, 24, 31）                                          |
| トヨタ                 | BKレーシング                         | 23  | グレイ・ガウルディング (R)           | 14戦（2-14, 26）                                              |
| トヨタ                 | BKレーシング                         | 23  | ライアン・シーグ                     | 1戦（15）                                                     |
| トヨタ                 | BKレーシング                         | 23  | アロン・デイ                         | 1戦（16）                                                     |
| トヨタ                 | BKレーシング                         | 23  | コリー・ラジョーイ (R)               | 16戦（17, 19-23, 25, 27-30, 32-36）                           |
| トヨタ                 | ファニチャー・ロウ・レーシング       | 77  | エリック・ジョーンズ (R)             | 全戦（1-36）                                                  |
| トヨタ                 | ファニチャー・ロウ・レーシング       | 78  | マーティン・トゥーレックス・ジュニア | 全戦（1-36）                                                  |
| トヨタ                 | ジョー・ギブス・レーシング           | 11  | デニー・ハムリン                     | 全戦（1-36）                                                  |
| トヨタ                 | ジョー・ギブス・レーシング           | 18  | カイル・ブッシュ                     | 全戦（1-36）                                                  |
| トヨタ                 | ジョー・ギブス・レーシング           | 19  | ダニエル・スアレス (R)               | 全戦（1-36）                                                  |
| トヨタ                 | ジョー・ギブス・レーシング           | 20  | マット・ケンゼス                     | 全戦（1-36）                                                  |
| シボレー 35 フォード 1 | トライスター・モータースポーツ       | 72  | コール・ウィット                     | 全戦（1-36）                                                  |
| シボレー 28 トヨタ 8   | プレミアム・モータースポーツ         | 15  | マイケル・ウォルトリップ             | 1戦（1）                                                      |
| シボレー 28 トヨタ 8   | プレミアム・モータースポーツ         | 15  | リード・ソレンソン                   | 23戦（2-9, 11-12, 14-15, 18-19, 24-25, 27-28, 30, 32-34, 36） |
| シボレー 28 トヨタ 8   | プレミアム・モータースポーツ         | 15  | ジョーイ・ゲイス                     | 2戦（10, 20）                                                 |
| シボレー 28 トヨタ 8   | プレミアム・モータースポーツ         | 15  | ロス・チャステイン                   | 2戦（13, 29）                                                 |
| シボレー 28 トヨタ 8   | プレミアム・モータースポーツ         | 15  | ケヴィン・オコンネル                 | 1戦（16）                                                     |
| シボレー 28 トヨタ 8   | プレミアム・モータースポーツ         | 15  | D.J. ケニントン                      | 2戦（17, 35）                                                 |
| シボレー 28 トヨタ 8   | プレミアム・モータースポーツ         | 15  | グレイ・ガウルディング (R)           | 1戦（21）                                                     |
| シボレー 28 トヨタ 8   | プレミアム・モータースポーツ         | 15  | グレイ・クラット                     | 1戦（22）                                                     |
| シボレー 28 トヨタ 8   | プレミアム・モータースポーツ         | 15  | デリック・コープ                     | 2戦（23, 26）                                                 |
| シボレー 28 トヨタ 8   | プレミアム・モータースポーツ         | 15  | マーク・トンプソン                   | 1戦（31）                                                     |
| 出典                   |                                      |     |                                      |                                                               |

### ノンチャーターチーム
ノンチャーターチームとは、決勝への出場権が約束されていないチームのことで、予選を通過しなければレースに出場できない。詳しくは、モンスターエナジー・NASCARカップ・シリーズ#チャーターシステムを参照。
| マニュファクチャラー  | チーム                             | No. | ドライバー                 | 出場ラウンド                        |
| --------------------- | ---------------------------------- | --- | -------------------------- | ----------------------------------- |
| シボレー              | ビアード・モータースポーツ         | 75  | ブレンダン・ゴーン         | 4戦（1, 10, 17, 31）                |
| シボレー              | リック・ウェアー・レーシング       | 51  | ティミー・ヒル             | 10戦（1, 3–9, 11–12）               |
| シボレー              | リック・ウェアー・レーシング       | 51  | コーディー・ウェアー       | 5戦（2, 13–14, 25, 28）             |
| シボレー              | リック・ウェアー・レーシング       | 51  | ジョシュ・ビリッキ         | 2戦（16, 19）                       |
| シボレー              | リック・ウェアー・レーシング       | 51  | B.J. マクロード            | 8戦（18, 20, 23–24, 26, 29–30, 32） |
| シボレー              | リック・ウェアー・レーシング       | 51  | レイ・ブラック・ジュニア   | 3戦（27, 34, 36）                   |
| シボレー              | リック・ウェアー・レーシング       | 51  | カイル・ウェザーマン       | 2戦（33, 35）                       |
| シボレー              | トミー・ボールドウィン・レーシング | 7   | エリオット・サドラー       | 3戦（1, 10, 17）                    |
| シボレー              | トミー・ボールドウィン・レーシング | 7   | J.J. イェリー              | 4戦（7, 12, 20, 24）                |
| シボレー              | プレミアム・モータースポーツ       | 7   | ジャスティン・マークス     | 1戦（31）                           |
| シボレー              | プレミアム・モータースポーツ       | 7   | ハーミー・サドラー         | 1戦（33）                           |
| シボレー              | プレミアム・モータースポーツ       | 7   | ジョーイ・ゲイス           | 2戦（34–35）                        |
| シボレー              | スターコム・レーシング             | 00  | デリック・コープ           | 2戦（32, 35）                       |
| トヨタ                | BKレーシング                       | 83  | コリー・ラジョーイ (R)     | 16戦（1–12, 14–15, 24, 26）         |
| トヨタ                | BKレーシング                       | 83  | ライアン・シーグ           | 4戦（13, 17–19）                    |
| トヨタ                | BKレーシング                       | 83  | ステファン・レイト         | 1戦（21）                           |
| トヨタ                | BKレーシング                       | 83  | ブレット・モフィット       | 7戦（22–23, 27–30, 32）             |
| トヨタ                | BKレーシング                       | 83  | グレイ・ガウルディング (R) | 4戦（25, 31, 33–34）                |
| トヨタ                | BKレーシング                       | 83  | ジョーイ・ゲイス           | 1戦（36）                           |
| トヨタ                | ゴーント・ブラザーズ・レーシング   | 96  | D.J. ケニントン            | 2戦（1, 10）                        |
| シボレー 12 トヨタ 1  | MBM モータースポーツ               | 66  | カール・ロング             | 3戦（11, 25, 33）                   |
| シボレー 12 トヨタ 1  | MBM モータースポーツ               | 66  | ティミー・ヒル             | 7戦（13, 18, 20, 24, 27, 29–30）    |
| シボレー 12 トヨタ 1  | MBM モータースポーツ               | 66  | デヴィッド・スター         | 3戦（34–36）                        |
| シボレー 10 トヨタ 17 | プレミアム・モータースポーツ       | 55  | リード・ソレンソン         | 6戦（1, 10, 17, 23, 26, 29）        |
| シボレー 10 トヨタ 17 | プレミアム・モータースポーツ       | 55  | デリック・コープ           | 11戦（2–5, 7–8, 11–12, 14, 21, 25） |
| シボレー 10 トヨタ 17 | プレミアム・モータースポーツ       | 55  | トミー・リーガン           | 1戦（16）                           |
| シボレー 10 トヨタ 17 | プレミアム・モータースポーツ       | 55  | グレイ・ガウルディング (R) | 8戦（18–20, 24, 27–28, 30, 32）     |
| シボレー 10 トヨタ 17 | プレミアム・モータースポーツ       | 55  | D.J. ケニントン            | 1戦（31）                           |

## 前年からの変更点

### 冠スポンサー
冠スポンサーがスプリントからモンスターエナジーに変わったことによりいくつかの変更点が生じている。
- 車両のフロントウインドウ上部にドライバーの名前を表示していたが、モンスターエナジーのロゴに変更されている。ドライバーの名前表示はリアウインドウ上部に移された。
- プレーオフに勝ち残ったドライバー（コンテンダー）の車両を識別するためのフロント・リアのスポイラーの塗色は従来は黄色であったが、モンスターエナジーのシンボルカラーであるグリーンに変更された。

### レースフォーマットとポイントシステム

#### 3ステージ制の導入

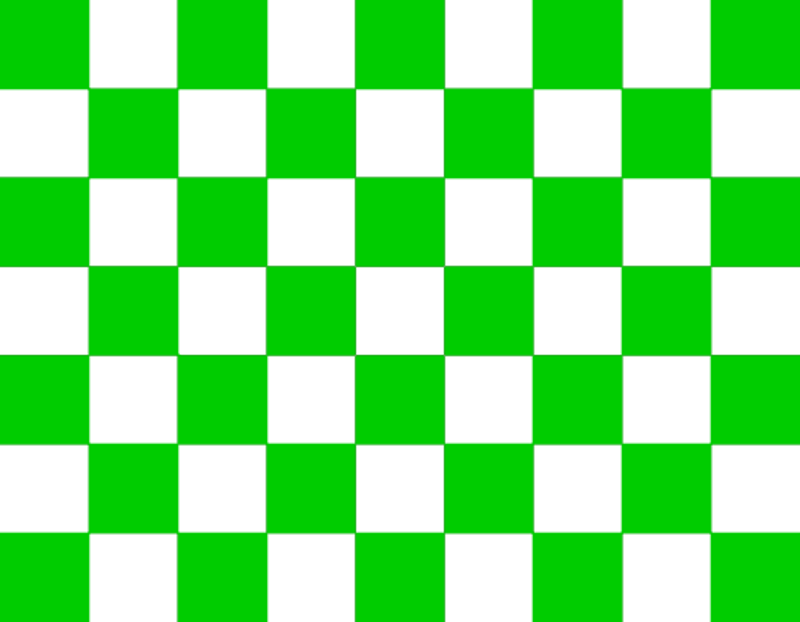
ステージ終了時に使用される緑と白のチェッカーフラッグ。

2017年のルール改正により3ステージ制が導入され、第1ステージと第2ステージは規定周回数のおよそ4分の1ずつ、第3ステージは規定周回数のおよそ2分の1に分けられた。例外はコカ・コーラ600で、100ラップずつの4ステージで行われる。
ステージ終了時には緑と白のチェッカーフラッグが振られ、上位10台までがコントロールラインを通過した時点でイエローフラッグが振られコーションとなる。コーション中のピットストップは任意であり、トラックポジションを優先させたい場合はピットストップをしなくてもよい。コーション中の周回数は次のステージの周回数にカウントされる。なお、ステージ終了前の残り周回数が2周となった時点でピットロードは閉鎖される。
ステージ終了毎にトップ10のドライバーに下記のとおりチャンピオンシップポイントが付与される。
| 順位 | 1位 | 2位 | 3位 | 4位 | 5位 | 6位 | 7位 | 8位 | 9位 | 10位 |
| 得点 | 10  | 9   | 8   | 7   | 6   | 5   | 4   | 3   | 2   | 1    |
| ---- | --- | --- | --- | --- | --- | --- | --- | --- | --- | ---- |

また、レース終了時の順位により、下記のとおりチャンピオンシップポイントが付与される。
| 順位 | 1位  | 2位  | 3位  | 4位  | 5位  | 6位  | 7位  | 8位  | 9位  | 10位 |
| 得点 | 40   | 35   | 34   | 33   | 32   | 31   | 30   | 29   | 28   | 27   |
| 順位 | 11位 | 12位 | 13位 | 14位 | 15位 | 16位 | 17位 | 18位 | 19位 | 20位 |
| 得点 | 26   | 25   | 24   | 23   | 22   | 21   | 20   | 19   | 18   | 17   |
| 順位 | 21位 | 22位 | 23位 | 24位 | 25位 | 26位 | 27位 | 28位 | 29位 | 30位 |
| 得点 | 16   | 15   | 14   | 13   | 12   | 11   | 10   | 9    | 8    | 7    |
| 順位 | 31位 | 32位 | 33位 | 34位 | 35位 | 36位 | 37位 | 38位 | 39位 | 40位 |
| 得点 | 6    | 5    | 4    | 3    | 2    | 1    | 1    | 1    | 1    | 1    |
| ---- | ---- | ---- | ---- | ---- | ---- | ---- | ---- | ---- | ---- | ---- |

3ステージを全て勝利した場合、合計60ポイントの獲得となる。
これとは別にプレーオフポイントが付与され、レース勝者には5ポイント、各ステージ勝者には1ポイントが与えられる。3ステージを全て勝利した場合、7ポイントのプレーオフポイント獲得となる。
なお、2016年シーズンまで存在したラップリーダーボーナス及び最多ラップリーダーボーナスは廃止された。

#### プレーオフ
2017年からはチェイス・フォー・ザ・カップの名称は用いられなくなり、単にプレーオフと呼ばれる。
プレーオフの進出条件は
- レギュラーシーズンでの勝利
- 未勝利の場合、ポイントスタンディング16位以内

のいずれかを満たすこととなる。
レギュラーシーズン上位10位までのドライバーは、下記のプレーオフボーナスポイントを獲得し、レギュラーシーズンで獲得したプレーオフポイントに加算される。
| 順位 | 1位 | 2位 | 3位 | 4位 | 5位 | 6位 | 7位 | 8位 | 9位 | 10位 |
| 得点 | 15  | 10  | 8   | 7   | 6   | 5   | 4   | 3   | 2   | 1    |
| ---- | --- | --- | --- | --- | --- | --- | --- | --- | --- | ---- |

プレーオフ進出ドライバーは全員2000ポイントにリセットされ、積み立てられたプレーオフポイントが加算される。例えばポイントスタンディング首位のドライバーがレギュラーシーズン中にプレーオフポイントを50ポイント獲得していたならば、これにプレーオフボーナスポイント15ポイントが加算され、2000＋50＋15の合計2065ポイントの状態でポストシーズン開始となる。
ポストシーズンの10戦は4つのラウンドに分けられ、レース勝者は次のラウンドへ進出となる。各ラウンドが終了した時点でポイント下位4人が脱落する。
プレーオフポイントはプレーオフの第3ラウンド（ラウンドオブ8）終了時まで持ち越されるが、最終戦ホームステッド＝マイアミでは4人のドライバーは全て同じポイントにリセットされる。
プレーオフのもう一つ重要なルール変更はケヴィン・ハーヴィックのアイデアによるもので、このルールによって3つのラウンドで脱落したドライバー11名のいずれにもチャンピオンシップランキング5位になる可能性が生まれた。
第1ラウンド敗退者は第1ラウンドで獲得したポイントを保持し、第2ラウンド以降で獲得したポイントが加算される。第2ラウンドまたは第3ラウンド敗退者は、第1ラウンド終了時のポイントに一旦戻され、第2ラウンド以降で獲得したポイントが改めて加算される。つまり、ラウンド進出ごとのポイントリセットをキャンセルすることにより、第1ラウンド敗退者と第3ラウンド敗退者のポイント差が縮まり、レースの勝敗次第はで逆転もあり得ることとなった。
これにより、1位から4位までのドライバーのランキングは最終戦の着順により決定するが、5位から16位までのドライバーは第26戦から第36戦までの累計ポイント（ボーナスポイントを含む）によりランキングが確定する。

### 車両の修理に関する規則
レース中に受けた車体の損傷を修理する場合、外装部品の交換は禁止された。ガレージでの修復作業は不可で、必ずピットで行わなければならない。ピットでの作業は5分以内で行わなければならず、作業が制限時間の5分を超えると失格となり、レースに復帰することはできない。
なお、レースアクシデントに起因しない機械的、電気的な不具合についてはこの規則の適用対象外であり、ガレージに戻っての作業も可能である。

### チーム、ドライバー、マニュファクチャラー
- スチュワート＝ハース・レーシングはマニュファクチャラーをシボレーからフォードに変更。
- ファニチャー・ロウ・レーシングは2台体制に拡張し、エリック・ジョーンズ（英語版）が77号車に乗車。ジョーンズは前年、エクスフィニティ・シリーズにジョー・ギブス・レーシングから20号車で参戦していた。同時に5アワー・エナジー（英語版）のスポンサーシップを獲得した。
- ラウシュ・フェンウェイ・レーシングは2台体制に縮小。16号車のチャーターをJTGドアティ・レーシング（英語版）に貸し出した。
- Hスコット・モータースポーツ（英語版）は2016年を最後にチームを解散し、15号車及び46号車のチャーターをプレミアム・モータースポーツ（英語版）に返却した。
- スチュワート＝ハース・レーシングの14号車、トニー・スチュワートが現役を引退。14号車にはHスコット・モータースポーツ（英語版）のクリント・ボウヤーが乗車。
- ジョー・ギブス・レーシングの19号車、カール・エドワーズが現役を引退[4]。19号車には2016年のエクスフィニティ・シリーズチャンピオンのダニエル・スアレス（英語版）が乗車。
- ジャーメイン・レーシング（英語版）のケイシー・メアーズ（英語版）がチームを離脱。メアーズの乗車していた13号車にはタイ・ディロン（英語版）が乗車。
- ラウシュ・フェンウェイ・レーシングの16号車に乗車していたグレッグ・ビッフルがチームを離脱。ビッフルは2017年シーズンのエントリーをしていない。
- 2016年にフロント・ロウ・モータースポーツ（英語版）の34号車に乗車していたクリス・ブッシャー（英語版）はJTGドアティ・レーシング（英語版）の37号車（ラウシュ・フェンウェイ・レーシングからのリースチャーター）に乗車。

## 2017年シーズンのレース

### レギュラーシーズン

#### アドバンス・オートパーツ・クラッシュ
- 開催地：デイトナ・インターナショナル・スピードウェイ（フロリダ州デイトナビーチ）
- 開催日：2017年2月19日

詳細は後述「アドバンス・オートパーツ・クラッシュ」を参照。

#### カンナム・デュエル
カンナム・デュエルとは、第1戦デイトナ500のスターティンググリッドを決定するための予選レースである（ただし、フロントローの2台は3日前に開催された予選での上位2名に決定している）。予選の着順が奇数のドライバーは「デュエル1」に、偶数のドライバーは「デュエル2」に出場し、それぞれのレースの着順により2列目以降（3番グリッド～38番グリッド）のドライバーのグリッドが決定される（デュエル1出場者は決勝ではイン側、デュエル2出場者はアウト側になる）。残り2台の枠はオープンチームのうち予選タイムの速い2台が決勝へと進む。
あくまでも予選であり、タイトルレースとしては扱われないが、2017年からは10位までのドライバーにチャンピオンシップポイントが付与される。
| 1    | 24 | チェイス・エリオット     | ヘンドリック・モータースポーツ       | シボレー |
| 2    | 1  | ジェイミー・マクマレー   | チップ・ガナッシ・レーシング         | シボレー |
| 3    | 4  | ケヴィン・ハーヴィック   | スチュワート＝ハース・レーシング     | フォード |
| 4    | 2  | ブラッド・ケセロウスキー | チーム・ペンスキー                   | フォード |
| 5    | 20 | マット・ケンゼス         | ジョー・ギブス・レーシング           | トヨタ   |
| 6    | 6  | トレヴァー・ベイン       | ラウシュ・フェンウェイ・レーシング   | フォード |
| 7    | 43 | エリック・アルミローラ   | リチャード・ペティ・モータースポーツ | シボレー |
| 8    | 22 | ジョーイ・ロガーノ       | チーム・ペンスキー                   | フォード |
| 9    | 72 | コール・ウィット         | トライスター・モータースポーツ       | フォード |
| 10   | 19 | ダニエル・スアレス (R)   | ジョー・ギブス・レーシング           | トヨタ   |
| 出典 |    |                          |                                      |          |

| 1    | 11 | デニー・ハムリン               | ジョー・ギブス・レーシング         | トヨタ   |
| 2    | 14 | クリント・ボウヤー             | スチュワート＝ハース・レーシング   | フォード |
| 3    | 41 | カート・ブッシュ               | スチュワート＝ハース・レーシング   | フォード |
| 4    | 3  | オースティン・ディロン         | リチャード・チルドレス・レーシング | シボレー |
| 5    | 88 | デイル・アーンハート・ジュニア | ヘンドリック・モータースポーツ     | シボレー |
| 6    | 10 | ダニカ・パトリック             | スチュワート＝ハース・レーシング   | フォード |
| 7    | 31 | ライアン・ニューマン           | リチャード・チルドレス・レーシング | シボレー |
| 8    | 42 | カイル・ラーソン               | チップ・ガナッシ・レーシング       | シボレー |
| 9    | 13 | タイ・ディロン (R)             | ジャーメイン・レーシング           | シボレー |
| 10   | 38 | デヴィッド・レーガン           | フロント・ロウ・モータースポーツ   | フォード |
| 出典 |    |                                |                                    |          |

| トップ10 | トップ10 | トップ10                 | トップ10                             | トップ10 |
| 順位 | 車番     | ドライバー               | チーム                               | 車両     |
| --- | -------- | ------------------------ | ------------------------------------ | -------- |
| 1 | 41       | カート・ブッシュ         | スチュワート＝ハース・レーシング     | フォード |
| 2 | 21       | ライアン・ブレイニー     | ウッド・ブラザーズ・レーシング       | フォード |
| 3 | 47       | A.J.アルメンディンガー   | JTGドアティ・レーシング              | シボレー |
| 4 | 43       | エリック・アルミローラ   | リチャード・ペティ・モータースポーツ | フォード |
| 5 | 27       | ポール・メナード         | リチャード・チルドレス・レーシング   | シボレー |
| 6 | 22       | ジョーイ・ロガーノ       | チーム・ペンスキー                   | フォード |
| 7 | 5        | ケイシー・ケイン         | ヘンドリック・モータースポーツ       | シボレー |
| 8 | 15       | マイケル・ウォルトリップ | プレミアム・モータースポーツ         | トヨタ   |
| 9 | 32       | マット・ディベネデット   | ゴー・ファス・レーシング             | フォード |
| 10 | 6        | トレヴァー・ベイン       | ラウシュ・フェンウェイ・レーシング   | フォード |
| レース周回数：200周 総走行距離：500マイル コーション：8回（40周） ステージ1勝者：カイル・ブッシュ ステージ2勝者：ケヴィン・ハーヴィック |          |                          |                                      |          |
| 出典 |          |                          |                                      |          |

| 1 | 2  | ブラッド・ケセロウスキー             | チーム・ペンスキー               | フォード |
| 2 | 42 | カイル・ラーソン                     | チップ・ガナッシ・レーシング     | シボレー |
| 3 | 20 | マット・ケンゼス                     | ジョー・ギブス・レーシング       | トヨタ   |
| 4 | 5  | ケイシー・ケイン                     | ヘンドリック・モータースポーツ   | シボレー |
| 5 | 24 | チェイス・エリオット                 | ヘンドリック・モータースポーツ   | シボレー |
| 6 | 22 | ジョーイ・ロガーノ                   | チーム・ペンスキー               | フォード |
| 7 | 41 | カート・ブッシュ                     | スチュワート＝ハース・レーシング | フォード |
| 8 | 78 | マーティン・トゥーレックス・ジュニア | ファニチャー・ロウ・レーシング   | トヨタ   |
| 9 | 4  | ケヴィン・ハーヴィック               | スチュワート＝ハース・レーシング | フォード |
| 10 | 1  | ジェイミー・マクマレー               | チップ・ガナッシ・レーシング     | シボレー |
| レース周回数：325周 総走行距離：500.5マイル コーション：6回（32周） ステージ1勝者：ケヴィン・ハーヴィック ステージ2勝者：ケヴィン・ハーヴィック |    |                                      |                                  |          |
| 出典 |    |                                      |                                  |          |

| 1 | 78 | マーティン・トゥーレックス・ジュニア | ファニチャー・ロウ・レーシング   | トヨタ   |
| 2 | 42 | カイル・ラーソン                     | チップ・ガナッシ・レーシング     | シボレー |
| 3 | 24 | チェイス・エリオット                 | ヘンドリック・モータースポーツ   | シボレー |
| 4 | 22 | ジョーイ・ロガーノ                   | チーム・ペンスキー               | フォード |
| 5 | 2  | ブラッド・ケセロウスキー             | チーム・ペンスキー               | フォード |
| 6 | 11 | デニー・ハムリン                     | ジョー・ギブス・レーシング       | トヨタ   |
| 7 | 21 | ライアン・ブレイニー                 | ウッド・ブラザーズ・レーシング   | フォード |
| 8 | 1  | ジェイミー・マクマレー               | チップ・ガナッシ・レーシング     | シボレー |
| 9 | 20 | マット・ケンゼス                     | ジョー・ギブス・レーシング       | トヨタ   |
| 10 | 14 | クリント・ボウヤー                   | スチュワート＝ハース・レーシング | フォード |
| レース周回数：267周 総走行距離：400.5マイル コーション：6回（34周） ステージ1勝者：マーティン・トゥーレックス・ジュニア ステージ2勝者：マーティン・トゥーレックス・ジュニア |    |                                      |                                  |          |
| 出典 |    |                                      |                                  |          |

| 1 | 31 | ライアン・ニューマン             | リチャード・チルドレス・レーシング | シボレー |
| 2 | 42 | カイル・ラーソン                 | チップ・ガナッシ・レーシング       | シボレー |
| 3 | 18 | カイル・ブッシュ                 | ジョー・ギブス・レーシング         | トヨタ   |
| 4 | 17 | リッキー・ステンハウス・ジュニア | ラウシュ・フェンウェイ・レーシング | フォード |
| 5 | 2  | ブラッド・ケセロウスキー         | チーム・ペンスキー                 | フォード |
| 6 | 4  | ケヴィン・ハーヴィック           | スチュワート＝ハース・レーシング   | フォード |
| 7 | 19 | ダニエル・スアレス (R)           | ジョー・ギブス・レーシング         | トヨタ   |
| 8 | 77 | エリック・ジョーンズ (R)         | ファニチャー・ロウ・レーシング     | トヨタ   |
| 9 | 48 | ジミー・ジョンソン               | ヘンドリック・モータースポーツ     | シボレー |
| 10 | 11 | デニー・ハムリン                 | ジョー・ギブス・レーシング         | トヨタ   |
| レース周回数：314周 ※NASCARオーバータイムが適用となり、2周延長。 総走行距離：314マイル コーション：8回（45周） ステージ1勝者：ジョーイ・ロガーノ ステージ2勝者：チェイス・エリオット |    |                                  |                                    |          |
| 出典 |    |                                  |                                    |          |

| 1 | 42 | カイル・ラーソン                     | チップ・ガナッシ・レーシング     | シボレー |
| 2 | 2  | ブラッド・ケセロウスキー             | チーム・ペンスキー               | フォード |
| 3 | 14 | クリント・ボウヤー                   | スチュワート＝ハース・レーシング | フォード |
| 4 | 78 | マーティン・トゥーレックス・ジュニア | ファニチャー・ロウ・レーシング   | トヨタ   |
| 5 | 22 | ジョーイ・ロガーノ                   | チーム・ペンスキー               | フォード |
| 6 | 1  | ジェイミー・マクマレー               | チップ・ガナッシ・レーシング     | シボレー |
| 7 | 19 | ダニエル・スアレス (R)               | ジョー・ギブス・レーシング       | トヨタ   |
| 8 | 18 | カイル・ブッシュ                     | ジョー・ギブス・レーシング       | トヨタ   |
| 9 | 21 | ライアン・ブレイニー                 | ウッド・ブラザーズ・レーシング   | フォード |
| 10 | 11 | チェイス・エリオット                 | ヘンドリック・モータースポーツ   | シボレー |
| レース周回数：202周 ※NASCARオーバータイムが適用となり、2周延長。 総走行距離：404マイル コーション：7回（29周） ステージ1勝者：カイル・ラーソン ステージ2勝者：マーティン・トゥーレックス・ジュニア |    |                                      |                                  |          |
| 出典 |    |                                      |                                  |          |

| 1 | 2  | ブラッド・ケセロウスキー         | チーム・ペンスキー                 | フォード |
| 2 | 18 | カイル・ブッシュ                 | チーム・ペンスキー                 | トヨタ   |
| 3 | 24 | チェイス・エリオット             | ヘンドリック・モータースポーツ     | シボレー |
| 4 | 22 | ジョーイ・ロガーノ               | チーム・ペンスキー                 | フォード |
| 5 | 3  | オースティン・ディロン           | リチャード・チルドレス・レーシング | シボレー |
| 6 | 47 | A.J.アルメンディンガー           | JTGドアティ・レーシング            | シボレー |
| 7 | 14 | クリント・ボウヤー               | スチュワート＝ハース・レーシング   | フォード |
| 8 | 11 | ライアン・ニューマン             | リチャード・チルドレス・レーシング | シボレー |
| 9 | 20 | マット・ケンゼス                 | ジョー・ギブス・レーシング         | トヨタ   |
| 10 | 17 | リッキー・ステンハウス・ジュニア | ラウシュ・フェンウェイ・レーシング | フォード |
| レース周回数：500周 総走行距離：263マイル コーション：14回（95周） ステージ1勝者：マーティン・トゥーレックス・ジュニア ステージ2勝者：チェイス・エリオット |    |                                  |                                    |          |
| 出典 |    |                                  |                                    |          |

| 1 | 48 | ジミー・ジョンソン                   | ヘンドリック・モータースポーツ   | シボレー |
| 2 | 42 | カイル・ラーソン                     | チップ・ガナッシ・レーシング     | シボレー |
| 3 | 22 | ジョーイ・ロガーノ                   | チーム・ペンスキー               | フォード |
| 4 | 4  | ケヴィン・ハーヴィック               | スチュワート＝ハース・レーシング | フォード |
| 5 | 88 | デイル・アーンハート・ジュニア       | ヘンドリック・モータースポーツ   | シボレー |
| 6 | 2  | ブラッド・ケセロウスキー             | チーム・ペンスキー               | フォード |
| 7 | 1  | ジェイミー・マクマレー               | チップ・ガナッシ・レーシング     | シボレー |
| 8 | 78 | マーティン・トゥーレックス・ジュニア | ファニチャー・ロウ・レーシング   | トヨタ   |
| 9 | 24 | チェイス・エリオット                 | ヘンドリック・モータースポーツ   | シボレー |
| 10 | 41 | カート・ブッシュ                     | スチュワート＝ハース・レーシング | フォード |
| レース周回数：334周 総走行距離：501マイル コーション：8回（35周） ステージ1勝者：ライアン・ブレイニー ステージ2勝者：ライアン・ブレイニー |    |                                      |                                  |          |
| 出典 |    |                                      |                                  |          |

| 1 | 48 | ジミー・ジョンソン                   | ヘンドリック・モータースポーツ     | シボレー |
| 2 | 14 | クリント・ボウヤー                   | スチュワート＝ハース・レーシング   | フォード |
| 3 | 4  | ケヴィン・ハーヴィック               | スチュワート＝ハース・レーシング   | フォード |
| 4 | 20 | マット・ケンゼス                     | ジョー・ギブス・レーシング         | トヨタ   |
| 5 | 22 | ジョーイ・ロガーノ                   | チーム・ペンスキー                 | フォード |
| 6 | 42 | カイル・ラーソン                     | チップ・ガナッシ・レーシング       | シボレー |
| 7 | 24 | チェイス・エリオット                 | ヘンドリック・モータースポーツ     | シボレー |
| 8 | 78 | マーティン・トゥーレックス・ジュニア | ファニチャー・ロウ・レーシング     | トヨタ   |
| 9 | 17 | リッキー・ステンハウス・ジュニア     | ラウシュ・フェンウェイ・レーシング | フォード |
| 10 | 11 | デニー・ハムリン                     | ジョー・ギブス・レーシング         | トヨタ   |
| レース周回数：500周 総走行距離：266.5マイル コーション：9回（76周） ステージ1勝者：カイル・ラーソン ステージ2勝者：マーティン・トゥーレックス・ジュニア |    |                                      |                                    |          |
| 出典 |    |                                      |                                    |          |

| 1 | 22 | ジョーイ・ロガーノ                   | チーム・ペンスキー                   | フォード |
| 2 | 2  | ブラッド・ケセロウスキー             | チーム・ペンスキー                   | フォード |
| 3 | 11 | デニー・ハムリン                     | ジョー・ギブス・レーシング           | トヨタ   |
| 4 | 17 | リッキー・ステンハウス・ジュニア     | ラウシュ・フェンウェイ・レーシング   | フォード |
| 5 | 4  | ケヴィン・ハーヴィック               | スチュワート＝ハース・レーシング     | フォード |
| 6 | 1  | ジェイミー・マクマレー               | チップ・ガナッシ・レーシング         | シボレー |
| 7 | 31 | ライアン・ニューマン                 | リチャード・チルドレス・レーシング   | シボレー |
| 8 | 81 | カート・ブッシュ                     | スチュワート＝ハース・レーシング     | フォード |
| 9 | 43 | エリック・アルミローラ               | リチャード・ペティ・モータースポーツ | フォード |
| 10 | 78 | マーティン・トゥーレックス・ジュニア | ファニチャー・ロウ・レーシング       | トヨタ   |
| レース周回数：400周 総走行距離：300マイル コーション：9回（53周） ステージ1勝者：マット・ケンゼス ステージ2勝者：ブラッド・ケセロウスキー |    |                                      |                                      |          |
| 出典 |    |                                      |                                      |          |

| 1 | 17 | リッキー・ステンハウス・ジュニア | ラウシュ・フェンウェイ・レーシング   | フォード |
| 2 | 1  | ジェイミー・マクマレー           | チップ・ガナッシ・レーシング         | シボレー |
| 3 | 18 | カイル・ブッシュ                 | ジョー・ギブス・レーシング           | トヨタ   |
| 4 | 43 | エリック・アルミローラ           | リチャード・ペティ・モータースポーツ | フォード |
| 5 | 5  | ケイシー・ケイン                 | ヘンドリック・モータースポーツ       | シボレー |
| 6 | 41 | カート・ブッシュ                 | スチュワート＝ハース・レーシング     | フォード |
| 7 | 2  | ブラッド・ケセロウスキー         | チーム・ペンスキー                   | フォード |
| 8 | 48 | ジミー・ジョンソン               | ヘンドリック・モータースポーツ       | シボレー |
| 9 | 27 | ポール・メナード                 | リチャード・チルドレス・レーシング   | シボレー |
| 10 | 38 | デヴィッド・レーガン             | フロント・ロウ・モータースポーツ     | フォード |
| レース周回数：191周 ※NASCARオーバータイムが適用となり、3周延長。 総走行距離：508.06マイル コーション：8回（33周） レッドフラッグ：1回（26分51秒） ステージ1勝者：ブラッド・ケセロウスキー ステージ2勝者：デニー・ハムリン |    |                                  |                                      |          |
| 出典 |    |                                  |                                      |          |

| 1 | 78 | マーティン・トゥーレックス・ジュニア | ファニチャー・ロウ・レーシング     | トヨタ   |
| 2 | 2  | ブラッド・ケセロウスキー             | チーム・ペンスキー                 | フォード |
| 3 | 4  | ケヴィン・ハーヴィック               | スチュワート＝ハース・レーシング   | フォード |
| 4 | 21 | ライアン・ブレイニー                 | ウッド・ブラザーズ・レーシング     | フォード |
| 5 | 18 | カイル・ブッシュ                     | ジョー・ギブス・レーシング         | トヨタ   |
| 6 | 42 | カイル・ラーソン                     | チップ・ガナッシ・レーシング       | シボレー |
| 7 | 19 | ダニエル・スアレス (R)               | ジョー・ギブス・レーシング         | トヨタ   |
| 8 | 1  | ジェイミー・マクマレー               | チップ・ガナッシ・レーシング       | シボレー |
| 9 | 14 | クリント・ボウヤー                   | スチュワート＝ハース・レーシング   | フォード |
| 10 | 6  | トレヴァー・ベイン                   | ラウシュ・フェンウェイ・レーシング | フォード |
| レース周回数：267周 総走行距離：400.5マイル コーション：15回（61周） レッドフラッグ：1回（27分41秒） ステージ1勝者：カイル・ブッシュ ステージ2勝者：ライアン・ブレイニー |    |                                      |                                    |          |
| 出典 |    |                                      |                                    |          |

| 1 | 78 | オースティン・ディロン               | リチャード・チルドレス・レーシング | シボレー |
| 2 | 18 | カイル・ブッシュ                     | ジョー・ギブス・レーシング         | トヨタ   |
| 3 | 78 | マーティン・トゥーレックス・ジュニア | ファニチャー・ロウ・レーシング     | トヨタ   |
| 4 | 20 | マット・ケンゼス                     | ジョー・ギブス・レーシング         | トヨタ   |
| 5 | 11 | デニー・ハムリン                     | ジョー・ギブス・レーシング         | トヨタ   |
| 6 | 41 | カート・ブッシュ                     | スチュワート＝ハース・レーシング   | フォード |
| 7 | 77 | エリック・ジョーンズ (R)             | ファニチャー・ロウ・レーシング     | トヨタ   |
| 8 | 4  | ケヴィン・ハーヴィック               | スチュワート＝ハース・レーシング   | フォード |
| 9 | 31 | ライアン・ニューマン                 | リチャード・チルドレス・レーシング | シボレー |
| 10 | 88 | デイル・アーンハート・ジュニア       | ヘンドリック・モータースポーツ     | シボレー |
| レース周回数：400周 総走行距離：600マイル コーション：9回（53周） レッドフラッグ：1回（1時間39分56秒） ステージ1勝者：カイル・ブッシュ ステージ2勝者：マーティン・トゥーレックス・ジュニア ステージ3勝者：デニー・ハムリン |    |                                      |                                    |          |
| 出典 |    |                                      |                                    |          |

| 1 | 48 | ジミー・ジョンソン                   | ヘンドリック・モータースポーツ     | シボレー |
| 2 | 42 | カイル・ラーソン                     | チップ・ガナッシ・レーシング       | シボレー |
| 3 | 78 | マーティン・トゥーレックス・ジュニア | ファニチャー・ロウ・レーシング     | トヨタ   |
| 4 | 31 | ライアン・ニューマン                 | リチャード・チルドレス・レーシング | シボレー |
| 5 | 24 | チェイス・エリオット                 | ヘンドリック・モータースポーツ     | シボレー |
| 6 | 19 | ダニエル・スアレス (R)               | ジョー・ギブス・レーシング         | トヨタ   |
| 7 | 1  | ジェイミー・マクマレー               | チップ・ガナッシ・レーシング       | シボレー |
| 8 | 11 | デニー・ハムリン                     | ジョー・ギブス・レーシング         | トヨタ   |
| 9 | 4  | ケヴィン・ハーヴィック               | スチュワート＝ハース・レーシング   | フォード |
| 10 | 10 | ダニカ・パトリック                   | スチュワート＝ハース・レーシング   | フォード |
| レース周回数：406周 ※NASCARオーバータイムが適用となり、6周延長。 総走行距離：406マイル コーション：15回（72周） ステージ1勝者：マーティン・トゥーレックス・ジュニア ステージ2勝者：マーティン・トゥーレックス・ジュニア |    |                                      |                                    |          |
| 出典 |    |                                      |                                    |          |

| 1 | 21 | ライアン・ブレイニー                 | ウッド・ブラザーズ・レーシング   | フォード |
| 2 | 4  | ケヴィン・ハーヴィック               | スチュワート＝ハース・レーシング | フォード |
| 3 | 77 | エリック・ジョーンズ (R)             | ファニチャー・ロウ・レーシング   | トヨタ   |
| 4 | 41 | カート・ブッシュ                     | スチュワート＝ハース・レーシング | フォード |
| 5 | 2  | ブラッド・ケセロウスキー             | チーム・ペンスキー               | フォード |
| 6 | 78 | マーティン・トゥーレックス・ジュニア | ファニチャー・ロウ・レーシング   | トヨタ   |
| 7 | 42 | カイル・ラーソン                     | チップ・ガナッシ・レーシング     | シボレー |
| 8 | 24 | チェイス・エリオット                 | ヘンドリック・モータースポーツ   | シボレー |
| 9 | 18 | カイル・ブッシュ                     | ジョー・ギブス・レーシング       | トヨタ   |
| 10 | 20 | マット・ケンゼス                     | ジョー・ギブス・レーシング       | トヨタ   |
| レース周回数：160周 総走行距離：400マイル コーション：4回（18周） レッドフラッグ：1回（23分25秒） ステージ1勝者：カイル・ブッシュ ステージ2勝者：カイル・ラーソン |    |                                      |                                  |          |
| 出典 |    |                                      |                                  |          |

| 1 | 42 | カイル・ラーソン                     | チップ・ガナッシ・レーシング       | シボレー |
| 2 | 24 | チェイス・エリオット                 | ヘンドリック・モータースポーツ     | シボレー |
| 3 | 22 | ジョーイ・ロガーノ                   | チーム・ペンスキー                 | フォード |
| 4 | 11 | デニー・ハムリン                     | ジョー・ギブス・レーシング         | トヨタ   |
| 5 | 1  | ジェイミー・マクマレー               | チップ・ガナッシ・レーシング       | シボレー |
| 6 | 78 | マーティン・トゥーレックス・ジュニア | ファニチャー・ロウ・レーシング     | トヨタ   |
| 7 | 18 | カイル・ブッシュ                     | ジョー・ギブス・レーシング         | トヨタ   |
| 8 | 17 | リッキー・ステンハウス・ジュニア     | ラウシュ・フェンウェイ・レーシング | フォード |
| 9 | 88 | デイル・アーンハート・ジュニア       | ヘンドリック・モータースポーツ     | シボレー |
| 10 | 48 | ジミー・ジョンソン                   | ヘンドリック・モータースポーツ     | シボレー |
| レース周回数：200周 総走行距離：400マイル コーション：8回（34周） ステージ1勝者：マーティン・トゥーレックス・ジュニア ステージ2勝者：マーティン・トゥーレックス・ジュニア |    |                                      |                                    |          |
| 出典 |    |                                      |                                    |          |

| 1 | 4  | ケヴィン・ハーヴィック         | スチュワート＝ハース・レーシング | フォード |
| 2 | 14 | クリント・ボウヤー             | スチュワート＝ハース・レーシング | フォード |
| 3 | 2  | ブラッド・ケセロウスキー       | チーム・ペンスキー               | フォード |
| 4 | 11 | デニー・ハムリン               | ジョー・ギブス・レーシング       | トヨタ   |
| 5 | 18 | カイル・ブッシュ               | ジョー・ギブス・レーシング       | トヨタ   |
| 6 | 88 | デイル・アーンハート・ジュニア | ヘンドリック・モータースポーツ   | シボレー |
| 7 | 41 | カート・ブッシュ               | スチュワート＝ハース・レーシング | フォード |
| 8 | 24 | チェイス・エリオット           | ヘンドリック・モータースポーツ   | シボレー |
| 9 | 21 | ライアン・ブレイニー           | ウッド・ブラザーズ・レーシング   | フォード |
| 10 | 1  | ジェイミー・マクマレー         | チップ・ガナッシ・レーシング     | シボレー |
| レース周回数：110周 総走行距離：218.9マイル コーション：6回（12周） ステージ1勝者：マーティン・トゥーレックス・ジュニア ステージ2勝者：ジミー・ジョンソン |    |                                |                                  |          |
| 出典 |    |                                |                                  |          |

| 1 | 17 | リッキー・ステンハウス・ジュニア | ラウシュ・フェンウェイ・レーシング   | フォード |
| 2 | 14 | クリント・ボウヤー               | スチュワート＝ハース・レーシング     | フォード |
| 3 | 27 | ポール・メナード                 | リチャード・チルドレス・レーシング   | シボレー |
| 4 | 95 | マイケル・マクドウェル           | リーヴァイン・ファミリー・レーシング | シボレー |
| 5 | 31 | ライアン・ニューマン             | リチャード・チルドレス・レーシング   | フォード |
| 6 | 38 | デヴィッド・レーガン             | フロント・ロウ・モータースポーツ     | フォード |
| 7 | 75 | ブレンダン・ゴーン               | ビアード・モータースポーツ           | シボレー |
| 8 | 47 | A.J.アルメンディンガー           | JTGドアティ・レーシング              | シボレー |
| 9 | 77 | エリック・ジョーンズ (R)         | ファニチャー・ロウ・レーシング       | トヨタ   |
| 10 | 37 | クリス・ブッシャー               | JTGドアティ・レーシング              | シボレー |
| レース周回数：163周 ※NASCARオーバータイムが適用となり、3周延長。 総走行距離：407.5マイル コーション：14回（51周） レッドフラッグ：1回（8分41秒） ステージ1勝者：ブラッド・ケセロウスキー ステージ2勝者：マット・ケンゼス |    |                                  |                                      |          |
| 出典 |    |                                  |                                      |          |

| 1 | 78 | マーティン・トゥーレックス・ジュニア | ファニチャー・ロウ・レーシング   | トヨタ   |
| 2 | 42 | カイル・ラーソン                     | チップ・ガナッシ・レーシング     | シボレー |
| 3 | 24 | チェイス・エリオット                 | ヘンドリック・モータースポーツ   | シボレー |
| 4 | 11 | デニー・ハムリン                     | ジョー・ギブス・レーシング       | トヨタ   |
| 5 | 18 | カイル・ブッシュ                     | ジョー・ギブス・レーシング       | トヨタ   |
| 6 | 77 | エリック・ジョーンズ (R)             | ファニチャー・ロウ・レーシング   | トヨタ   |
| 7 | 1  | ジェイミー・マクマレー               | チップ・ガナッシ・レーシング     | シボレー |
| 8 | 22 | ジョーイ・ロガーノ                   | チーム・ペンスキー               | フォード |
| 9 | 4  | ケヴィン・ハーヴィック               | スチュワート＝ハース・レーシング | フォード |
| 10 | 21 | ライアン・ブレイニー                 | ウッド・ブラザーズ・レーシング   | フォード |
| レース周回数：274周 ※NASCARオーバータイムが適用となり、7周延長。 総走行距離：411.0マイル コーション：9回（39周） ステージ1勝者：マーティン・トゥーレックス・ジュニア ステージ2勝者：マーティン・トゥーレックス・ジュニア |    |                                      |                                  |          |
| 出典 |    |                                      |                                  |          |

| 1 | 11 | デニー・ハムリン                     | ジョー・ギブス・レーシング       | トヨタ   |
| 2 | 42 | カイル・ラーソン                     | チップ・ガナッシ・レーシング     | シボレー |
| 3 | 78 | マーティン・トゥーレックス・ジュニア | ファニチャー・ロウ・レーシング   | トヨタ   |
| 4 | 20 | マット・ケンゼス                     | ジョー・ギブス・レーシング       | トヨタ   |
| 5 | 4  | ケヴィン・ハーヴィック               | スチュワート＝ハース・レーシング | フォード |
| 6 | 19 | ダニエル・スアレス (R)               | ジョー・ギブス・レーシング       | トヨタ   |
| 7 | 14 | クリント・ボウヤー                   | スチュワート＝ハース・レーシング | フォード |
| 8 | 41 | カート・ブッシュ                     | スチュワート＝ハース・レーシング | フォード |
| 9 | 2  | ブラッド・ケセロウスキー             | チーム・ペンスキー               | フォード |
| 10 | 48 | ジミー・ジョンソン                   | ヘンドリック・モータースポーツ   | シボレー |
| レース周回数：301周 総走行距離：318.458マイル コーション：7回（34周） ステージ1勝者：マーティン・トゥーレックス・ジュニア ステージ2勝者：カイル・ブッシュ |    |                                      |                                  |          |
| 出典 |    |                                      |                                  |          |

| 1 | 5  | ケイシー・ケイン         | ヘンドリック・モータースポーツ     | シボレー |
| 2 | 2  | ブラッド・ケセロウスキー | チーム・ペンスキー                 | フォード |
| 3 | 31 | ライアン・ニューマン     | リチャード・チルドレス・レーシング | シボレー |
| 4 | 22 | ジョーイ・ロガーノ       | チーム・ペンスキー                 | フォード |
| 5 | 20 | マット・ケンゼス         | ジョー・ギブス・レーシング         | トヨタ   |
| 6 | 4  | ケヴィン・ハーヴィック   | スチュワート＝ハース・レーシング   | フォード |
| 7 | 19 | ダニエル・スアレス (R)   | ジョー・ギブス・レーシング         | トヨタ   |
| 8 | 32 | マット・ディベネデット   | ゴー・ファス・レーシング           | フォード |
| 9 | 37 | クリス・ブッシャー       | JTGドアティ・レーシング            | シボレー |
| 10 | 47 | A.J.アルメンディンガー   | JTGドアティ・レーシング            | シボレー |
| レース周回数：167周 ※NASCARオーバータイムが2度適用となり、合計7周延長。 総走行距離：417.5マイル コーション：14回（55周） レッドフラッグ：2回（20分20秒, 24分16秒） ステージ1勝者：カイル・ブッシュ ステージ2勝者：カイル・ブッシュ |    |                          |                                    |          |
| 出典 |    |                          |                                    |          |

| 1 | 18 | カイル・ブッシュ                     | ジョー・ギブス・レーシング       | トヨタ   |
| 2 | 4  | ケヴィン・ハーヴィック               | スチュワート＝ハース・レーシング | フォード |
| 3 | 78 | マーティン・トゥーレックス・ジュニア | ファニチャー・ロウ・レーシング   | トヨタ   |
| 4 | 11 | デニー・ハムリン                     | ジョー・ギブス・レーシング       | トヨタ   |
| 5 | 2  | ブラッド・ケセロウスキー             | チーム・ペンスキー               | フォード |
| 6 | 14 | クリント・ボウヤー                   | スチュワート＝ハース・レーシング | フォード |
| 7 | 19 | ダニエル・スアレス (R)               | ジョー・ギブス・レーシング       | トヨタ   |
| 8 | 77 | エリック・ジョーンズ (R)             | ファニチャー・ロウ・レーシング   | トヨタ   |
| 9 | 20 | マット・ケンゼス                     | ジョー・ギブス・レーシング       | トヨタ   |
| 10 | 24 | チェイス・エリオット                 | ヘンドリック・モータースポーツ   | シボレー |
| レース周回数：160周 総走行距離：400マイル コーション：5回（21周） ステージ1勝者：カイル・ブッシュ ステージ2勝者：クリント・ボウヤー |    |                                      |                                  |          |
| 出典 |    |                                      |                                  |          |

| 1 | 78 | マーティン・トゥーレックス・ジュニア | ファニチャー・ロウ・レーシング   | トヨタ   |
| 2 | 20 | マット・ケンゼス                     | ジョー・ギブス・レーシング       | トヨタ   |
| 3 | 19 | ダニエル・スアレス (R)               | ジョー・ギブス・レーシング       | トヨタ   |
| 4 | 11 | デニー・ハムリン                     | ジョー・ギブス・レーシング       | トヨタ   |
| 5 | 14 | クリント・ボウヤー                   | スチュワート＝ハース・レーシング | フォード |
| 6 | 41 | カート・ブッシュ                     | スチュワート＝ハース・レーシング | フォード |
| 7 | 18 | カイル・ブッシュ                     | ジョー・ギブス・レーシング       | トヨタ   |
| 8 | 21 | ライアン・ブレイニー                 | ウッド・ブラザーズ・レーシング   | フォード |
| 9 | 47 | A.J.アルメンディンガー               | JTGドアティ・レーシング          | シボレー |
| 10 | 77 | エリック・ジョーンズ (R)             | ファニチャー・ロウ・レーシング   | トヨタ   |
| レース周回数：90周 総走行距離：400マイル コーション：3回（8周） ステージ1勝者：カイル・ブッシュ ステージ2勝者：ダニエル・スアレス |    |                                      |                                  |          |
| 出典 |    |                                      |                                  |          |

| 1 | 42 | カイル・ラーソン                     | チップ・ガナッシ・レーシング       | シボレー |
| 2 | 78 | マーティン・トゥーレックス・ジュニア | ファニチャー・ロウ・レーシング     | トヨタ   |
| 3 | 77 | エリック・ジョーンズ (R)             | ファニチャー・ロウ・レーシング     | トヨタ   |
| 4 | 31 | ライアン・ニューマン                 | リチャード・チルドレス・レーシング | シボレー |
| 5 | 6  | トレヴァー・ベイン                   | ラウシュ・フェンウェイ・レーシング | フォード |
| 6 | 37 | クリス・ブッシャー                   | JTGドアティ・レーシング            | シボレー |
| 7 | 3  | オースティン・ディロン               | リチャード・チルドレス・レーシング | シボレー |
| 8 | 24 | チェイス・エリオット                 | ヘンドリック・モータースポーツ     | シボレー |
| 9 | 1  | ジェイミー・マクマレー               | チップ・ガナッシ・レーシング       | シボレー |
| 10 | 18 | カイル・ブッシュ                     | ジョー・ギブス・レーシング         | トヨタ   |
| レース周回数：202周 ※NASCARオーバータイムが適用となり、2周延長。 総走行距離：404マイル コーション：5回（28周） レッドフラッグ：1回（5分39秒） ステージ1勝者：ブラッド・ケセロウスキー ステージ2勝者：マーティン・トゥーレックス・ジュニア |    |                                      |                                    |          |
| 出典 |    |                                      |                                    |          |

| 1 | 18 | カイル・ブッシュ         | ジョー・ギブス・レーシング         | トヨタ   |
| 2 | 77 | エリック・ジョーンズ (R) | ファニチャー・ロウ・レーシング     | トヨタ   |
| 3 | 11 | デニー・ハムリン         | ジョー・ギブス・レーシング         | トヨタ   |
| 4 | 20 | マット・ケンゼス         | ジョー・ギブス・レーシング         | トヨタ   |
| 5 | 41 | カート・ブッシュ         | スチュワート＝ハース・レーシング   | フォード |
| 6 | 31 | ライアン・ニューマン     | リチャード・チルドレス・レーシング | シボレー |
| 7 | 6  | トレヴァー・ベイン       | ラウシュ・フェンウェイ・レーシング | フォード |
| 8 | 4  | ケヴィン・ハーヴィック   | スチュワート＝ハース・レーシング   | フォード |
| 9 | 42 | カイル・ラーソン         | チップ・ガナッシ・レーシング       | シボレー |
| 10 | 21 | ライアン・ブレイニー     | ウッド・ブラザーズ・レーシング     | フォード |
| レース周回数：500周 総走行距離：266.5マイル コーション：8回（53周） ステージ1勝者：カイル・ブッシュ ステージ2勝者：マット・ケンゼス |    |                          |                                    |          |
| 出典 |    |                          |                                    |          |

| 1 | 11 | デニー・ハムリン                     | ジョー・ギブス・レーシング         | トヨタ   |
| 2 | 18 | カイル・ブッシュ                     | ジョー・ギブス・レーシング         | トヨタ   |
| 3 | 41 | カート・ブッシュ                     | スチュワート＝ハース・レーシング   | フォード |
| 4 | 3  | オースティン・ディロン               | リチャード・チルドレス・レーシング | シボレー |
| 5 | 77 | エリック・ジョーンズ (R)             | ファニチャー・ロウ・レーシング     | トヨタ   |
| 6 | 20 | マット・ケンゼス                     | ジョー・ギブス・レーシング         | トヨタ   |
| 7 | 31 | ライアン・ニューマン                 | リチャード・チルドレス・レーシング | シボレー |
| 8 | 78 | マーティン・トゥーレックス・ジュニア | ファニチャー・ロウ・レーシング     | トヨタ   |
| 9 | 4  | ケヴィン・ハーヴィック               | スチュワート＝ハース・レーシング   | フォード |
| 10 | 1  | ジェイミー・マクマレー               | チップ・ガナッシ・レーシング       | シボレー |
| レース周回数：367周 総走行距離：501.322マイル コーション：8回（38周） ステージ1勝者：マーティン・トゥーレックス・ジュニア ステージ2勝者：マーティン・トゥーレックス・ジュニア |    |                                      |                                    |          |
| 出典 |    |                                      |                                    |          |

| 1 | 42 | カイル・ラーソン         | チップ・ガナッシ・レーシング       | シボレー |
| 2 | 22 | ジョーイ・ロガーノ       | チーム・ペンスキー                 | フォード |
| 3 | 31 | ライアン・ニューマン     | リチャード・チルドレス・レーシング | シボレー |
| 4 | 41 | カート・ブッシュ         | スチュワート＝ハース・レーシング   | フォード |
| 5 | 11 | デニー・ハムリン         | ジョー・ギブス・レーシング         | トヨタ   |
| 6 | 77 | エリック・ジョーンズ (R) | ファニチャー・ロウ・レーシング     | トヨタ   |
| 7 | 19 | ダニエル・スアレス (R)   | ジョー・ギブス・レーシング         | トヨタ   |
| 8 | 48 | ジミー・ジョンソン       | ヘンドリック・モータースポーツ     | シボレー |
| 9 | 18 | カイル・ブッシュ         | ジョー・ギブス・レーシング         | トヨタ   |
| 10 | 24 | チェイス・エリオット     | ヘンドリック・モータースポーツ     | シボレー |
| レース周回数：404周 ※NASCARオーバータイムが適用となり、4周延長。 総走行距離：303マイル コーション：7回（38周） ステージ1勝者：カイル・ブッシュ ステージ2勝者：マーティン・トゥーレックス・ジュニア |    |                          |                                    |          |
| 出典 |    |                          |                                    |          |

### プレーオフ（ラウンド・オブ・16）
. - ラウンド・オブ・16進出
| 1 | 78 | マーティン・トゥーレックス・ジュニア | ファニチャー・ロウ・レーシング   | トヨタ   |
| 2 | 24 | チェイス・エリオット                 | ヘンドリック・モータースポーツ   | シボレー |
| 3 | 4  | ケヴィン・ハーヴィック               | スチュワート＝ハース・レーシング | フォード |
| 4 | 11 | デニー・ハムリン                     | ジョー・ギブス・レーシング       | トヨタ   |
| 5 | 42 | カイル・ラーソン                     | チップ・ガナッシ・レーシング     | シボレー |
| 6 | 2  | ブラッド・ケセロウスキー             | チーム・ペンスキー               | フォード |
| 7 | 22 | ジョーイ・ロガーノ                   | チーム・ペンスキー               | フォード |
| 8 | 48 | ジミー・ジョンソン                   | ヘンドリック・モータースポーツ   | シボレー |
| 9 | 20 | マット・ケンゼス                     | ジョー・ギブス・レーシング       | トヨタ   |
| 10 | 1  | ジェイミー・マクマレー               | チップ・ガナッシ・レーシング     | シボレー |
| レース周回数：267周 総走行距離：400.5マイル コーション：4回（21周） ステージ1勝者：カイル・ブッシュ ステージ2勝者：チェイス・エリオット |    |                                      |                                  |          |
| 出典 |    |                                      |                                  |          |

| 1 | 18 | カイル・ブッシュ                     | ジョー・ギブス・レーシング       | トヨタ   |
| 2 | 42 | カイル・ラーソン                     | チップ・ガナッシ・レーシング     | シボレー |
| 3 | 20 | マット・ケンゼス                     | ジョー・ギブス・レーシング       | トヨタ   |
| 4 | 2  | ブラッド・ケセロウスキー             | チーム・ペンスキー               | フォード |
| 5 | 78 | マーティン・トゥーレックス・ジュニア | ファニチャー・ロウ・レーシング   | トヨタ   |
| 6 | 78 | エリック・ジョーンズ (R)             | ファニチャー・ロウ・レーシング   | トヨタ   |
| 7 | 14 | クリント・ボウヤー                   | スチュワート＝ハース・レーシング | フォード |
| 8 | 19 | ダニエル・スアレス (R)               | ジョー・ギブス・レーシング       | トヨタ   |
| 9 | 21 | ライアン・ブレイニー                 | ウッド・ブラザーズ・レーシング   | フォード |
| 10 | 22 | ジョーイ・ロガーノ                   | チーム・ペンスキー               | フォード |
| レース周回数：300周 総走行距離：317.4マイル コーション：6回（32周） ステージ1勝者：マーティン・トゥーレックス・ジュニア ステージ2勝者：カイル・ブッシュ |    |                                      |                                  |          |
| 出典 |    |                                      |                                  |          |